# Björn Ferm
Björn Ferm (n. 10 august 1944, Jönköping, Comitatul Jönköping, Suedia) este un scrimer ce a reprezentat Suedia, medaliat olimpic. A participat la 2 ediții ale Jocurilor Olimpice (1968, 1972) în care a câștigat o medalie de aur.